# Tour de la Manche
Le Tour de la Manche est une course cycliste française disputée dans le département de la Manche. Créé en 1946, il n'a plus été disputé à partir de 1956 puis est réapparu en 1965 en tant qu'épreuve amateur. Les éditions de 1946 à 1955 ne sont pas prises en compte par les organisateurs. La première vraie édition est en 1965.
L'édition 2020 est annulée en raison du contexte sanitaire lié à la pandémie de Covid-19.

## Palmarès
| Année     | Vainqueur              | Deuxième               | Troisième              |
| --------- | ---------------------- | ---------------------- | ---------------------- |
| 1946      | Maurice Diot           | Maurice Bocquet        | Édouard Muller         |
| 1947      | Gaston Rousseau        | André Gallis           | Louis Déprez           |
| 1948      | César Marcelak         | Louis Déprez           | Robert Desbats         |
| 1949      | François Person        | Maurice Quentin        | Louis Déprez           |
| 1950      | Maurice De Muer        | Georges Meunier        | Éloi Tassin            |
| 1951      | Louis Déprez           | Amand Audaire          | André Rouillé          |
| 1952      | Louis Déprez           | Jean Morand            | Camille Huyghe         |
| 1953      | Jacques Anquetil       | Attilio Redolfi        | Jean Stablinski        |
| 1954      | Eugène Telotte         | Jean-Pierre Schmitz    | Camille Huyghe         |
| 1955      | Eugène Tamburlini      | Eugène Telotte         | Pierre Michel          |
| 1956-1964 | pas de course          | pas de course          | pas de course          |
| 1965      | Yves Vignolles         | Jacques Hurel          | Claude Vallée          |
| 1966      | Raymond Guilbert       | Yves Gougault          | Julien Durand          |
| 1967      | Claude Lechatellier    | René Dandre            | Jacky Chan-Tsin        |
| 1968      | Charles Rouxel         | Bernard Laurent        | Jacky Chan-Tsin        |
| 1969      | Léon-Paul Ménard       | Henri Guillemette      | Marcilly               |
| 1970      | Yves Leveel            | John Sargeant          | Michel Lemaignan       |
| 1971      | Louis Coquelin         | Jean-Claude Plouhinec  | Claude Lechatellier    |
| 1972      | Thorleif Andresen      | Arve Haugen (no)       | Phil Edwards           |
| 1973      | Gérard Béon            | José Beurel            | André Carlo            |
| 1974      | Daniel Leveau          | Jean-Pierre Biderre    | Bob Porter             |
| 1975      | Michel Rauline         | Ronny Bossant          | Gijs Nederlof          |
| 1976      | Louis Coquelin         | Yves Level             | Jacky Hardy            |
| 1977      | Michel Rauline         | Daniel Leveau          | Pierre Aubernon        |
| 1978      | Joël Soudais           | Jean Pinault           | Marc Gomez             |
| 1979      | Daniel Gilbert         | Jean-Marc Hoyeau       | Alain Daniel           |
| 1980      | Daniel Leveau          | Pascal Jules           | Paul Mabire            |
| 1981      | Michel Rauline         | Paul Mabire            | François Leveau        |
| 1982      | Pascal Churin          | François Leveau        | Philippe Tesnière      |
| 1983      | Philippe Tesnière      | Gilbert Daniel         | Laurent Eudeline       |
| 1984      | Philippe Dalibard      | Thierry Marie          | Loïc Le Flohic         |
| 1985      | François Leveau        | Christophe Gicquel     | Daniel Leveau          |
| 1986      | Serge Bodin            | Fabrice Taillefer      | Laurent Eudeline       |
| 1987      | Laurent Eudeline       | Gérard Picard          | Loïc Robert            |
| 1988      | Thierry Laurent        | Philippe Adam          | Pascal Churin          |
| 1989      | Laurent Mazeaud        | Jérôme Chauvin         | Sylvain Prodhomme      |
| 1990      | Clayton Stevenson (en) | Marceau Pilon          | Pascal Chanteur        |
| 1991      | Denis Leproux          | Mark Kane (en)         | Philippe Dalibard      |
| 1992      | Denis Leproux          | Hervé Boussard         | Valère Fillon          |
| 1993      | Richard Vivien         | Laurent Eudeline       | Yvan Frebert           |
| 1994      | Denis Dugouchet        | Denis Marie            | Jean-François Laffillé |
| 1995      | Jean-François Laffillé | Denis Leproux          | Claude Carlin          |
| 1996      | David Pagnier          | David Moncoutié        | Jean-Michel Thilloy    |
| 1997      | Martial Locatelli      | Denis Dugouchet        | Laurent Paumier        |
| 1998      | Martial Locatelli      | Stéphane Conan         | Frédéric Delalande     |
| 1999      | Laurent Paumier        | Cyrille Prisé          | Fabrice Salanson       |
| 2000      | Denis Dugouchet        | Paweł Niedźwiecki (pl) | Grégory Page           |
| 2001      | Carlo Meneghetti       | Stéphane Pétilleau     | Stéphane Conan         |
| 2002      | Chris Newton           | Martial Locatelli      | Kevin De Weert         |
| 2003      | Benjamin Levécot       | Thomas Dekker          | Rory Sutherland        |
| 2004      | Ludovic Auger          | Nicholas White         | Theo Eltink            |
| 2005      | Maxime Méderel         | Arnaud Labbe           | Charles Guilbert       |
| 2006      | Frédéric Lecrosnier    | Romain Feillu          | Yauheni Hutarovich     |
| 2007      | Julien Mesnil          | Arnold Jeannesson      | Benoît Daeninck        |
| 2008      | Noan Lelarge           | Steve Chainel          | Franck Vermeulen       |
| 2009      | Samuel Plouhinec       | Nico Kuypers           | Tomasz Olejnik         |
| 2010      | Pierre Drancourt       | Fabien Taillefer       | Nico Kuypers           |
| 2011      | Thomas Rostollan       | Tom Goovaerts          | Alexandre Lemair       |
| 2012      | Romain Lejeune         | Kévin Labèque          | Kinch Llevelyn         |
| 2013      | Alexis Gougeard        | Jeroen Hoorne          | Alliaume Leblond       |
| 2014      | Tomasz Olejnik         | Dylan Kowalski         | Benjamin Pascual       |
| 2015      | Jérémy Cabot           | Benoît Poitevin        | Tomasz Olejnik         |
| 2016      | Émilien Viennet        | Tom Bosmans            | Jérémy Cabot           |
| 2017      | Fabien Schmidt         | Alexis Guérin          | Benjamin Dyball        |
| 2018      | Romain Bacon           | Adrià Moreno           | Baptiste Constantin    |
| 2019      | Jérémy Cabot           | Adrien Lagrée          | Romain Bacon           |
| 2020      | annulé                 | annulé                 | annulé                 |
| 2021      | Simon Combes           | Kévin Avoine           | Laurent Évrard         |
| 2022      | Ewen Costiou           | Dillon Corkery         | Mickaël Guichard       |
| 2023      | Ilan Larmet            | Dillon Corkery         | Clément Braz Afonso    |
| 2024      | Jonas Geens            | Matthew Fox            | Aurélien Costeplane    |
| 2025      | Léandre Huck           | Artus Jaladeau         | Luca De Vincenzi       |